# Liste der Monuments historiques in Bouconville-Vauclair
Die Liste der Monuments historiques in Bouconville-Vauclair führt die Monuments historiques in der französischen Gemeinde Bouconville-Vauclair auf.

## Liste der Bauwerke
| Bezeichnung                          | Beschreibung              | Standort | Kennzeichnung | Schutzstatus | Datum | Bild           |
| ------------------------------------ | ------------------------- | -------- | ------------- | ------------ | ----- | -------------- |
| Schützengräben des Ersten Weltkriegs |                           | (Lage)   | PA02000020    | Inscrit      | 1999  |                |
| Ehemaliges Kloster Vauclair          | Erbaut im 13. Jahrhundert | (Lage)   | PA00115546    | Classé       | 1970  | weitere Bilder |